# Stirb langsam (Filmreihe)

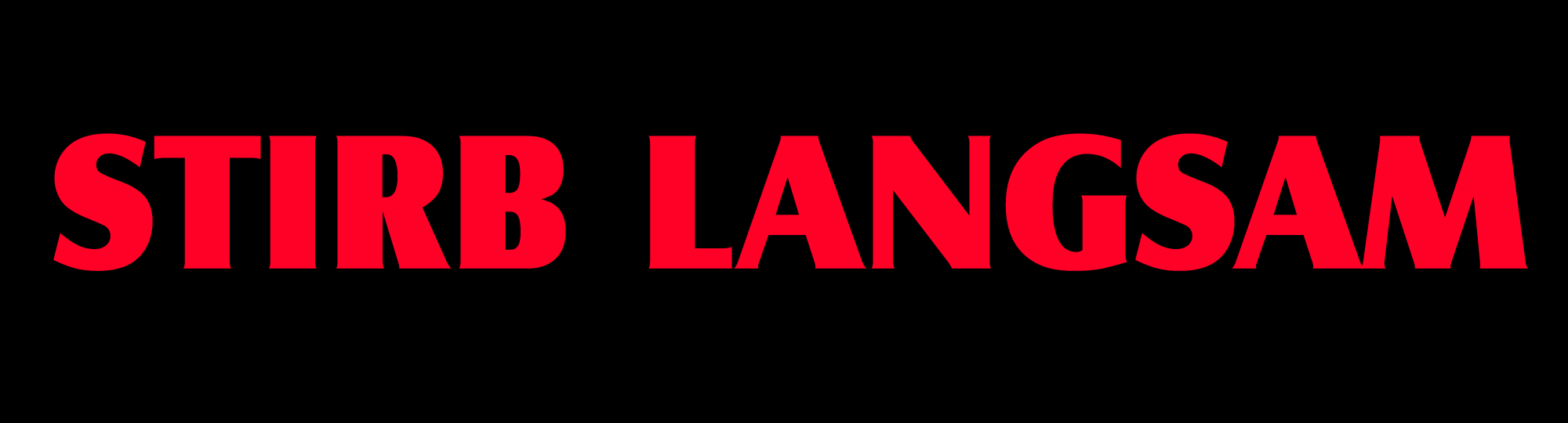
Deutsches Logo des ersten Films

Stirb langsam ist eine US-amerikanische Actionfilmreihe, die auf den Romanen Hartnäckig (1966) und Stirb langsam (1979) von Roderick Thorp basiert. Der zweite Teil der Filmreihe basiert auf 58 Minuten (1979) von Walter Wager. Alle fünf Filme drehen sich um die Hauptfigur John McClane, einen Polizisten aus New York City, der sich im Laufe der Filme immer wieder in einer Krise befindet und die einzige Hoffnung gegen eine Katastrophe ist. Die Hauptrolle wurde in allen Filmen von Bruce Willis verkörpert.

## Entstehungsgeschichte
Stirb langsam sollte ursprünglich die Fortsetzung zu Phantom-Kommando mit Arnold Schwarzenegger in der Hauptrolle werden. Schwarzenegger lehnte jedoch die erneute Verkörperung des John Matrix ab. So wurde aus dem Projekt der Film Stirb langsam, in dem Schwarzenegger zunächst ebenfalls die Hauptrolle bekommen sollte, jedoch erneut ablehnte. Sowohl in Stirb langsam 2 als auch in Phantom-Kommando wird ein fiktionales Land namens Valverde thematisiert, in welchem ein autoritärer Ex-Diktator die Macht zurückzuerobern versucht. Die Drehbücher zu beiden Filmen wurden von Steven E. de Souza geschrieben.
Der Ausdruck Die Hard bedeutet im Englischen in etwa Ewiggestriger und wurde erstmals 1909 von dem britischen Politiker David Lloyd George für seine Gegenspieler im Oberhaus benutzt.

## Überblick
| Titel                                     | Veröffentlichung (Deutschland) | Regie          | Drehbuch                             | Produktion                                    |
| ----------------------------------------- | ------------------------------ | -------------- | ------------------------------------ | --------------------------------------------- |
| Stirb langsam                             | 10. November 1988              | John McTiernan | Jeb Stuart & Steven E. de Souza      | Lawrence Gordon & Joel Silver                 |
| Stirb langsam 2                           | 25. Oktober 1990               | Renny Harlin   | Steven E. de Souza & Doug Richardson | Charles Gordon, Lawrence Gordon & Joel Silver |
| Stirb langsam: Jetzt erst recht           | 22. Juni 1995                  | John McTiernan | Jonathan Hensleigh                   | John McTiernan & Michael Tadross              |
| Stirb langsam 4.0                         | 27. Juni 2007                  | Len Wiseman    | Mark Bomback                         | Michael Fottrell                              |
| Stirb langsam – Ein guter Tag zum Sterben | 14. Februar 2013               | John Moore     | Skip Woods                           | Wyck Godfrey & Alex Young                     |

## Wiederkehrende Charaktere
| Rolle                    | Film                 | Film                | Film             | Film                    | Film                      | Kurzfilm             | Synchronisation                    |
| Rolle                    | Stirb langsam        | Stirb langsam 2     | Jetzt erst recht | Stirb langsam 4.0       | Ein guter Tag zum Sterben | DieHard is Back      | Synchronisation                    |
| ------------------------ | -------------------- | ------------------- | ---------------- | ----------------------- | ------------------------- | -------------------- | ---------------------------------- |
| John McClane             | Bruce Willis         | Bruce Willis        | Bruce Willis     | Bruce Willis            | Bruce Willis              | Bruce Willis         | Manfred Lehmann Thomas Danneberg 1 |
| Holly Gennaro            | Bonnie Bedelia       | Bonnie Bedelia      | Cameo            | Archiv                  |                           |                      | Monica Bielenstein                 |
| Al Powell                | Reginald VelJohnson  | Reginald VelJohnson |                  |                         |                           |                      | Engelbert von Nordhausen           |
| Richard Thornburg        | William Atherton     | William Atherton    |                  |                         |                           |                      | Uwe Paulsen                        |
| Lucy McClane             | Taylor Fry           |                     |                  | Mary Elizabeth Winstead | Mary Elizabeth Winstead   |                      | Tanya Kahana                       |
| John „Jack“ McClane, Jr. | Noah Land            |                     |                  |                         | Jai Courtney              |                      | Karlo Hackenberger                 |
| Argyle                   | De’voreaux White     |                     |                  |                         |                           | De’voreaux White     | Benjamin Völz                      |
| Theo                     | Clarence Gilyard Jr. |                     |                  |                         |                           | Clarence Gilyard Jr. | Joachim Tennstedt                  |

## Rezeption

### Einspielergebnisse
Mit einem Gesamteinspielergebnis von über 1,44 Milliarden US-Dollar befindet sich die Reihe auf Platz 40 weltweit (Stand: 15. März 2023).
| Film                                      | Einspielergebnisse in US-Dollar | Einspielergebnisse in US-Dollar | Einspielergebnisse in US-Dollar | Budget        |
| Film                                      | Nordamerika                     | Deutschland                     | Weltweit                        | Budget        |
| ----------------------------------------- | ------------------------------- | ------------------------------- | ------------------------------- | ------------- |
| Stirb langsam                             | 83.008.852                      | 5.173.122                       | 141.603.197                     | 28 Millionen  |
| Stirb langsam 2                           | 117.540.947                     | 10.715.928                      | 240.031.274                     | 70 Millionen  |
| Stirb langsam: Jetzt erst recht           | 100.012.499                     | 24.003.490                      | 366.101.666                     | 90 Millionen  |
| Stirb langsam 4.0                         | 134.529.403                     | 23.881.663                      | 388.156.011                     | 110 Millionen |
| Stirb langsam – Ein guter Tag zum Sterben | 67.349.198                      | 15.252.877                      | 304.654.182                     | 92 Millionen  |
| Gesamt:                                   | 502.440.899                     | 79.027.080                      | 1.440.546.330                   | 390 Millionen |

### Kritiken
Stand: 16. Dezember 2023
| Film                                      | Rotten Tomatoes     | Metacritic        | IMDb                      |
| ----------------------------------------- | ------------------- | ----------------- | ------------------------- |
| Stirb langsam                             | 94 % (87 Kritiken)0 | 72 (14 Kritiken)0 | 8,2 (922.968 Bewertungen) |
| Stirb langsam 2                           | 70 % (66 Kritiken)0 | 67 (17 Kritiken)  | 7,1 (376.824 Bewertungen) |
| Stirb langsam: Jetzt erst recht           | 58 % (77 Kritiken)0 | 58 (19 Kritiken)  | 7,6 (402.361 Bewertungen) |
| Stirb langsam 4.0                         | 82 % (209 Kritiken) | 69 (34 Kritiken)  | 7,1 (417.005 Bewertungen) |
| Stirb langsam – Ein guter Tag zum Sterben | 15 % (232 Kritiken) | 28 (41 Kritiken)  | 5,2 (213.143 Bewertungen) |

### Auszeichnungen (Auswahl)
Der einzige Film, der für Oscars nominiert wurde, ist Stirb langsam, er konnte aber keinen gewinnen.
Oscars
- Nominierung in der Kategorie bester Schnitt an John F. Link und Frank J. Urioste
- Nominierung in der Kategorie bester Ton an Don J. Bassman, Kevin F. Cleary, Richard Overton und  Al Overton Jr.
- Nominierung in der Kategorie bester Tonschnitt an Stephen Hunter Flick und Richard Shorr
- Nominierung in der Kategorie beste visuelle Effekte an Brent Boates, Al Di Sarro, Richard Edlund und Thaine Morris

## Andere Medien

### Videospiele
Im Laufe der Zeit wurden einige Videospiele, die auf der erfolgreichen Filmreihe basieren, veröffentlicht:
- Die Hard (1990) für Nintendo Entertainment System, MS-DOS, Commodore 64 und PC Engine
- Die Hard 2: Die Harder (1992) für MS-DOS, Commodore 64,  Amiga und Atari ST
- Die Hard Arcade (1996) für Arcade, Sega Saturn und PlayStation 2
- Die Hard Trilogy (1996) für Windows, PlayStation und Sega Saturn
- Die Hard Trilogy 2: Viva Las Vegas für Windows und PlayStation
- Stirb langsam: Nakatomi Plaza für Windows
- Die Hard: Vendetta für GameCube, Xbox und PlayStation 2
- Die Hard für Java ME, veröffentlicht von Mobile Scope
- Die Hard 4.0: The Mobile Game für Smartphones, veröffentlicht von Gameloft
- Die Hard für iOS und Android
- A Good Day to Die Hard für Java und Android